# Chryse Planitia
Chryse Planitia (görögül: arany síkság) egy sima, kör alakú síkság az északi egyenlítői régióban a Marson, közel a Tharsis régióhoz nyugati irányban, közepe nagyjából 28°24 'N' 319°42 ' E / 28.4°N 319.7°EA Chryse Planitia azt mutatja, hogy a víz eróziós munkát végzett rajta a múltban, sok valamikori vízfolyás a dél-felvidéken ide torkollik, valamint a Valles Marineris kanyon is, és a Tharsis „dudor” kiágazásai. Ez az egyik legalacsonyabb a régió a Marson (2–3 km-rel az átlagos felszín alatt), így a víz általában ide folyhatott.
A magasság általában csökken a Tharsis gerinctől a Chryse-ig.
A Kasei Valles, a Maja Valles és a Nanedi Valles úgy tűnik, hogy a magas területek felől (Tharsis gerinc) a Chryse Planitia felé futnak. A Chryse másik oldalán, kelet felé, a talaj egyre emelkedik.
Az Ares Vallis innen, erről a magasabb területről halad a Chryse felé. A Tiu Valles és a Simud Valles is  a Chryse felé halad. A  Chryse Planitia-ban a Viking Orbiters több ősi folyóvölgyet felfedezett a Viking-program részeként, ami további erős bizonyíték a valamikori nagy mennyiségű víz létezésére a Mars felszínén.<

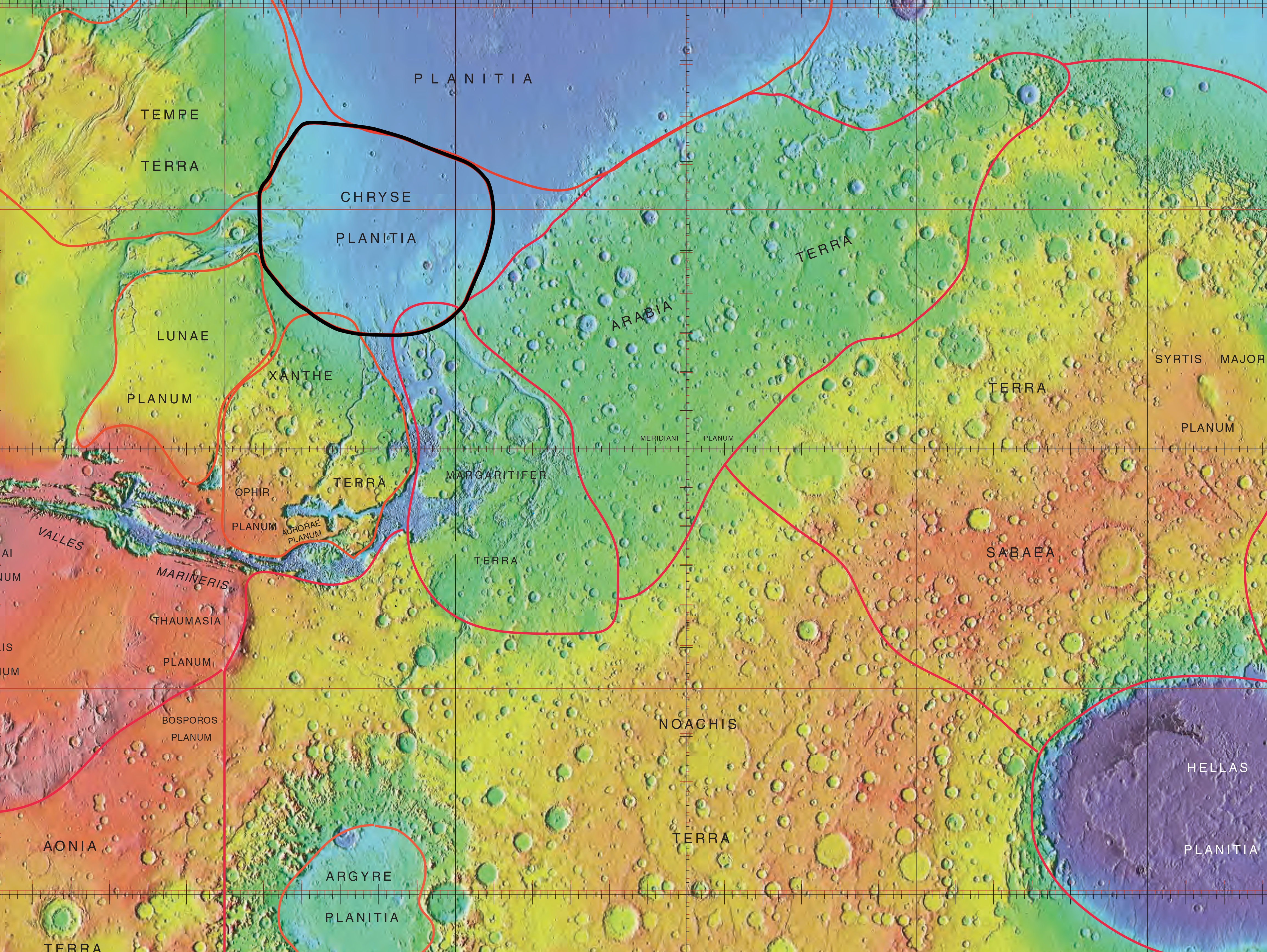
Chryse Planitia a Mars térképén
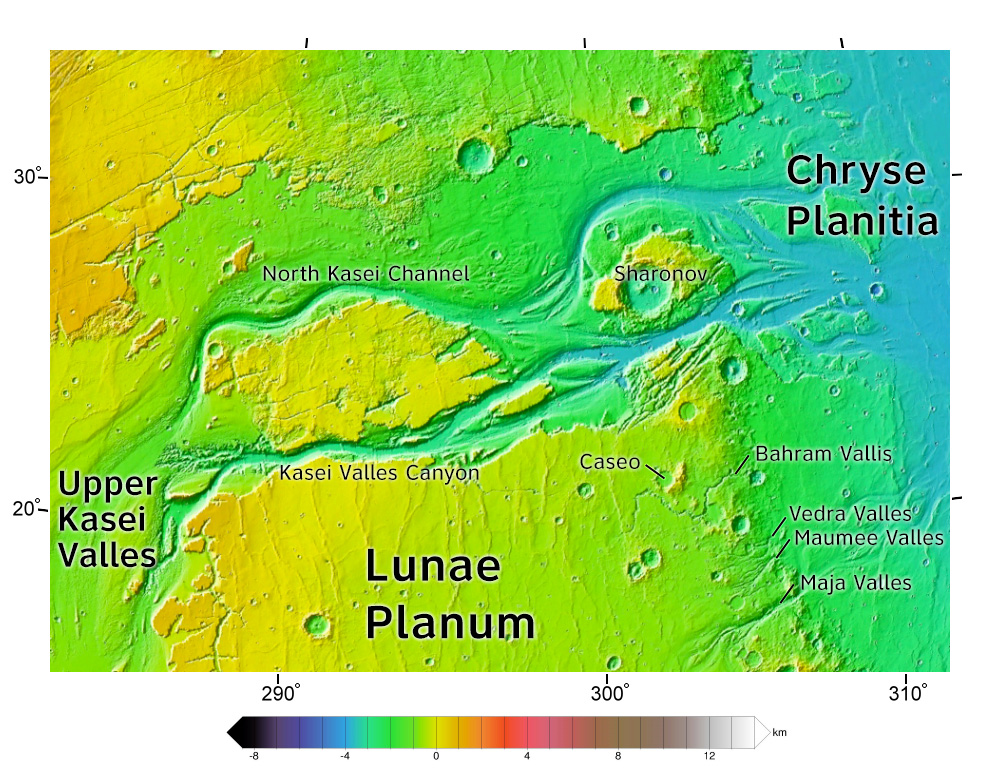
Terület az Észak-Kasei Valles körül, ami mutatja a kapcsolatokat a Kasei Valles, a Bahram Vallis, a Vedra Valles és a Maja Valles között.

Elméletileg kikövetkeztették, hogy a Chryse-medence tartalmazhatott nagy tavat vagy óceánt a Hesperian vagy a korai Amazonasi időszak alatt, mivel a nagy csatornák azonos magasságban végződnek, ahol az ősi partvonal lehetett. A Chryse-medence az Északi-Sarki medence felé nyílik, így ha egy óceán létezett ezen a helyen, a Chryse ennek egy nagy öble volt. A Viking 1 leszállt a Chryse Planitia területén, de a leszállás helyének közelében nem volt vízkifolyásra utaló jel; a terep ezen a ponton vulkanikusnak mutatkozott. A Mars Pathfinder leszállt az Ares Vallis területén, azon a végen, ami az egyik kifolyási csatorna a Chryse felé.